# Cantón de Pionsat
El cantón de Pionsat era una división administrativa francesa, que estaba situada en el departamento de Puy-de-Dôme y la región de Auvernia.

## Composición
El cantón estaba formado por diez comunas:
- Bussières
- Château-sur-Cher
- La Cellette
- Le Quartier
- Pionsat
- Roche-d'Agoux
- Saint-Hilaire
- Saint-Maigner
- Saint-Maurice-près-Pionsat
- Vergheas

## Supresión del cantón de Pionsat
En aplicación del Decreto nº 2014-210 de 21 de febrero de 2014, el cantón de Pionsat fue suprimido el 22 de marzo de 2015 y sus 10 comunas pasaron a formar parte del nuevo cantón de Saint-Éloy-les-Mines.